# Ganoblemmus flavopictus
Ganoblemmus flavopictus är en insektsart som först beskrevs av Bolívar, I. 1893.  Ganoblemmus flavopictus ingår i släktet Ganoblemmus och familjen syrsor. Inga underarter finns listade i Catalogue of Life.